# Liste der Baudenkmäler in Salgen

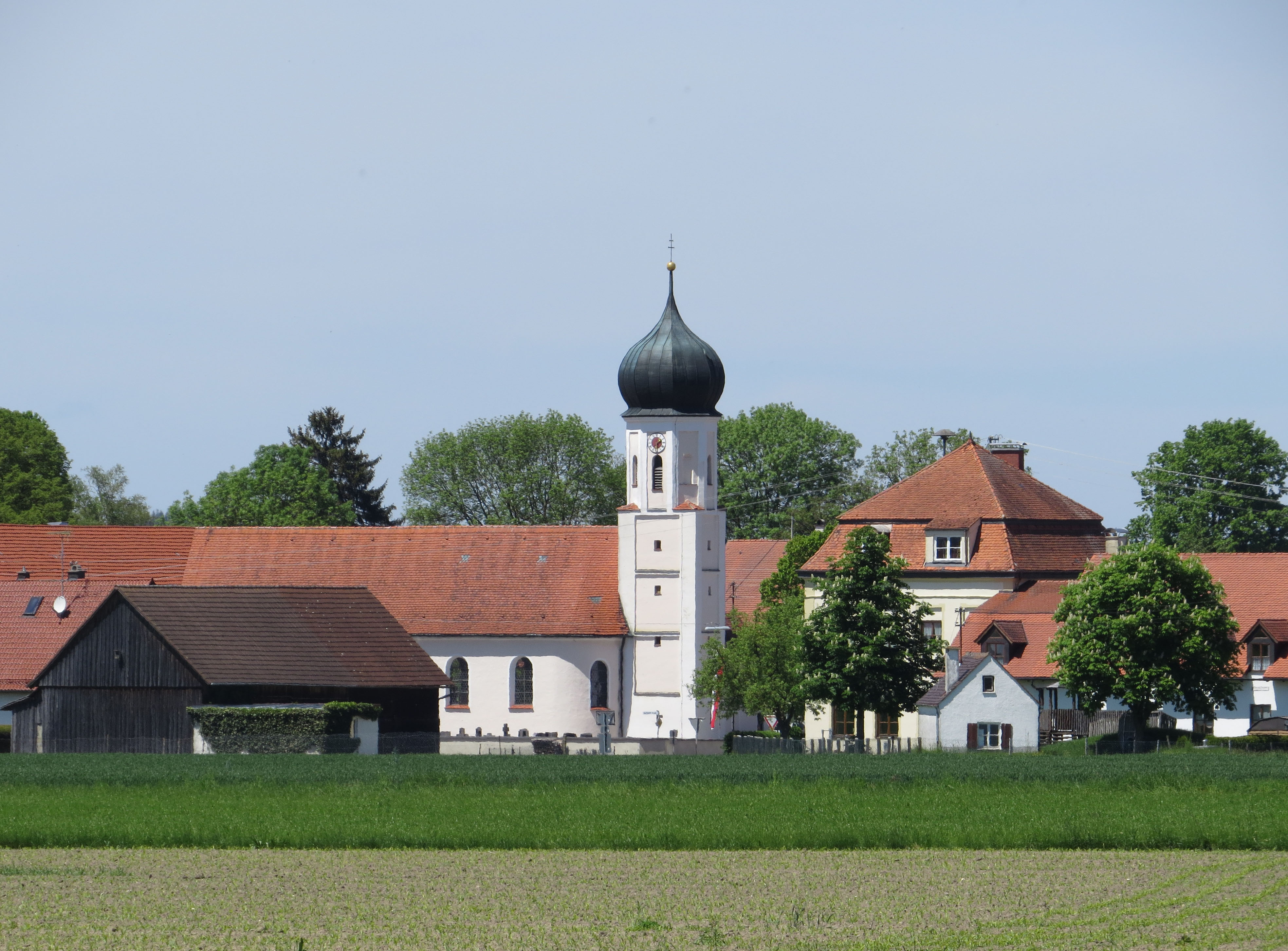
Ortsteil Hausen von Südosten

Auf dieser Seite sind die Baudenkmäler in der schwäbischen Gemeinde Salgen zusammengestellt. Diese Tabelle ist eine Teilliste der Liste der Baudenkmäler in Bayern. Grundlage ist die Bayerische Denkmalliste, die auf Basis des Bayerischen Denkmalschutzgesetzes vom 1. Oktober 1973 erstmals erstellt wurde und seither durch das Bayerische Landesamt für Denkmalpflege geführt wird. Die folgenden Angaben ersetzen nicht die rechtsverbindliche Auskunft der Denkmalschutzbehörde.

## Baudenkmäler nach Ortsteilen

### Salgen
| Lage                                          | Objekt                                 | Beschreibung | Akten-Nr.             | Bild                        |
| --------------------------------------------- | -------------------------------------- | --- | --------------------- | --------------------------- |
| Hauptstraße 21 (Standort)                     | Fresko                                 | an der östlichen Giebelseite, 18. Jahrhundert | D-7-78-190-1 Wikidata | Fresko                      |
| Hauptstraße 22 (Standort)                     | Ehemaliges Pfarrhaus                   | zweigeschossiger, giebelständiger Satteldachbau mit Gesimsen, nach Plan von Johann Michael Voit, 1831; mit Ausstattung                                                                                                 | D-7-78-190-2 Wikidata | Ehemaliges Pfarrhaus        |
| Johannesweg 26 (Standort)                     | Kath. Pfarrkirche St. Johannes Baptist | flachgedeckter Saalbau mit eingezogenem Chor unter Stichkappentonne, südlicher Turm mit Zwiebelhaube, im Kern wohl 1423, Umgestaltung um 1720/30, Erweiterung vor 1831 und durch David Eberle 1931/33; mit Ausstattung | D-7-78-190-5 Wikidata | weitere Bilder              |
| Pfaffenhausener Straße (Standort)             | Kruzifix und Mater Dolorosa            | Mitte 18. Jahrhundert | D-7-78-190-8 Wikidata | Kruzifix und Mater Dolorosa |
| Zur Mühle 8 (Standort)                        | Mühle                                  | stattlicher zweigeschossiger Satteldachbau, um 1725 (Dachstuhl 1722), Veränderungen 1886 und 1911 | D-7-78-190-7 Wikidata | Mühle                       |
| Zur Mühle 8 (Standort)                        | Stadel                                 | mit Satteldach, bezeichnet mit „1824“ | D-7-78-190-7 Wikidata | Stadel                      |
| Dorfäcker (bei der Lourdeskapelle) (Standort) | Steinkreuz                             | Tuffstein, spätmittelalterlich | D-7-78-190-6 Wikidata | Steinkreuz                  |
| Dorfäcker (ca. 450 m vor dem Ort) (Standort)  | Bildstock                              | pilastergegliederter Nischenbau mit Dreiecksgiebel, 2. Viertel 18. Jahrhundert | D-7-78-190-9 Wikidata | Bildstock                   |

### Bronnen
| Lage                  | Objekt                                 | Beschreibung | Akten-Nr.              | Bild           |
| --------------------- | -------------------------------------- | --- | ---------------------- | -------------- |
| Schulweg 1 (Standort) | Kath. Filialkirche Unserer Lieben Frau | flachgedeckter Saalbau mit eingezogenem Chor und Dachreiter mit Zwiebelhaube, Mitte 18. Jahrhundert; mit Ausstattung | D-7-78-190-10 Wikidata | weitere Bilder |

### Hausen
| Lage                     | Objekt                                           | Beschreibung | Akten-Nr.              | Bild           |
| ------------------------ | ------------------------------------------------ | --- | ---------------------- | -------------- |
| Kirchstraße 2 (Standort) | Kath. Pfarrkirche St. Bartholomäus und Hl. Kreuz | flachgedeckter Saalbau mit eingezogenem Chor, östlicher Turm mit Zwiebelhaube, Mitte 18. Jahrhundert, Turmunterteil spätgotisch, Oberteil um 1700, Veränderungen 1833 und 1853; mit Ausstattung | D-7-78-190-11 Wikidata | weitere Bilder |
| Kirchstraße 6 (Standort) | Holzfigur                                        | Pietá, Mitte 18. Jahrhundert | D-7-78-190-12 Wikidata | Holzfigur      |

### Simonsberg
| Lage                                            | Objekt                         | Beschreibung                             | Akten-Nr.              | Bild           |
| ----------------------------------------------- | ------------------------------ | ---------------------------------------- | ---------------------- | -------------- |
| Zum Simonsberg 35 (Standort)                    | Historische Ausstattungsstücke | in moderner Privatkapelle von 1973       | D-7-78-190-13 Wikidata | weitere Bilder |
| an der Straße Hausen – Zaisertshofen (Standort) | Bildstock                      | Gehäuse auf Pfeiler, 18./19. Jahrhundert | D-7-78-190-14 Wikidata | weitere Bilder |

## Abgegangene Baudenkmäler
In diesem Abschnitt sind Objekte aufgeführt, die früher einmal in der Denkmalliste eingetragen waren, jetzt aber nicht mehr existieren, z. B. weil sie abgebrochen wurden. Aktennummern in diesem Abschnitt sind ehemalige, jetzt nicht mehr gültige Aktennummern.

| Lage                             | Objekt   | Beschreibung            | Akten-Nr.             | Bild |
| -------------------------------- | -------- | ----------------------- | --------------------- | ---- |
| Salgen Hauptstraße 25 (Standort) | Haustüre | klassizistisch, um 1800 | D-7-78-190-3 Wikidata | BW   |